# Conjoint du Premier ministre britannique
Le conjoint du Premier ministre britannique ou le conjoint du Premier ministre du Royaume-Uni (en anglais : Spouse of the Prime Ministers of the United Kingdom) est un titre non officiel donné au concubin, à l'épouse ou l'époux du Premier ministre britannique. Elle est parfois appelée la « Première dame » du pays.
Quatre Premiers ministres britanniques ont été célibataires : Spencer Compton, William Pitt le Jeune, Arthur Balfour et Edward Heath. Dix autres étaient veufs avant ou durant l'exercice de leur mandat, le dernier étant Ramsay MacDonald. Augustus FitzRoy et Boris Johnson sont les seuls Premiers ministres britanniques à s’être remariés durant leur mandat.

## Situation
Le conjoint du Premier ministre britannique a le droit d'habiter le 10 Downing Street, à Londres (la résidence du Premier ministre, en Grande-Bretagne). Jusqu'à présent, toutes les épouses du Premier ministre ont bénéficié de cette faculté jusqu'à la fin du mandat de leur mari.
Le rôle du conjoint du Premier ministre britannique n'étant établi dans aucun texte, celui-ci peut cependant jouer un rôle essentiel dans la popularité de son époux à l'image d'une First Lady : par exemple, Cherie Blair, de même que Sarah Brown ou encore Samantha Cameron sont régulièrement intervenues dans les meetings de leurs époux respectifs.
Femmes modernes, les dernières épouses des Premiers ministres continuent à travailler pendant les mandats respectifs de leurs conjoints : Cherie Blair était avocate, spécialisée dans les droits de l'Homme, et Sarah Brown était communicante chez un maroquinier.

## Liste des conjoints du Premier ministre britannique
| Portrait | Conjoint                                                                    | Premier ministre                    | Dates                              | Notes |
| -------- | --------------------------------------------------------------------------- | ----------------------------------- | ---------------------------------- | --- |
|          | Catherine Walpole (née Catherine Shorter)                                   | Sir Robert Walpole                  | 4 avril 1721 – 20 août 1737        | La première épouse de Walpole meurt en 1737. |
| -        | Aucune                                                                      | Sir Robert Walpole                  | 20 août 1737 – c.3 mars 1738       | Après la mort de Catherine, Walpole ne se remarie pas. |
|          | Maria Walpole (née Maria Skerret)                                           | Sir Robert Walpole                  | c.3 mars – 4 juin 1738             | La seconde épouse de Robert Walpole meurt en couches en 1738. |
| -        | Aucune                                                                      | Sir Robert Walpole                  | 4 juin 1738 – 11 février 1742      | Après la mort de Maria, Walpole ne se remarie pas. |
| -        | Aucune                                                                      | Spencer Compton                     | 16 février 1742 – 2 juillet 1743   | Lord Wilmington ne s'est jamais marié. |
|          | Lady Catherine Pelham (née Manners)                                         | Henry Pelham                        | 27 août 1743 – 6 mars 1754         | |
|          | Harriet Pelham-Holles (née Lady Henrietta Godolphin)                        | Thomas Pelham-Holles                | 16 mars 1754 – 16 novembre 1756    | |
|          | Aucune                                                                      | William Cavendish                   | 16 novembre 1756 – 25 juin 1757    | L'épouse de Cavendish, Charlotte Cavendish (née Lady Charlotte Boyle), meurt en 1754, avant que son mari n'accède au pouvoir. |
|          | Harriet Pelham-Holles (née Lady Henrietta Godolphin)                        | Thomas Pelham-Holles                | 2 juillet 1757 – 26 mai 1762       | |
|          | Mary Stuart (née Mary Wortley-Montagu)                                      | John Stuart                         | 26 mai 1762 – 16 avril 1763        | |
|          | Elizabeth Grenville (née Wyndham)                                           | George Grenville                    | 16 avril 1763 – 13 juillet 1765    | |
|          | Mary Watson-Wentworth (née Mary Bright)                                     | Charles Watson-Wentworth            | 13 juillet 1765 – 30 juillet 1766  | |
|          | Hester Pitt (née Lady Hester Grenville)                                     | William Pitt l'Ancien               | 30 juillet 1766 – 14 octobre 1768  | |
|          | Anne FitzRoy (née Anne Liddell)                                             | Augustus FitzRoy                    | 14 octobre 1768 – 23 mars 1769     | La première duchesse de Grafton divorce de son mari. |
| -        | Aucune                                                                      | Augustus FitzRoy                    | 23 mars 1769 – 24 juin 1769        | Après son divorce avec Anne, le duc de Grafton ne se remarie pas. |
|          | Elizabeth FitzRoy (née Elizabeth Wrottesley)                                | Augustus FitzRoy                    | 24 juin 1769 – 28 janvier 1770     | Elizabeth est seconde duchesse de Grafton. |
|          | Anne North (née Anne Speke, plus tard Countess of Guilford)                 | Frederick North                     | 28 janvier 1770 – 22 mars 1782     | |
|          | Mary Watson-Wentworth (née Mary Bright)                                     | Charles Watson-Wentworth            | 27 mars – 1er juillet 1782         | |
|          | Louisa Petty (née Lady Louisa FitzPatrick, plus tard marquise de Lansdowne) | William Petty FitzMaurice           | 4 juillet 1782 – 2 avril 1783      | Louisa est plus tard seconde comtesse de Shelburne. |
|          | Dorothy Cavendish-Bentinck (née Lady Dorothy Cavendish)                     | William Cavendish-Bentinck          | 2 avril – 19 décembre 1783         | |
| -        | Aucune                                                                      | William Pitt le Jeune               | 19 décembre 1783 – 14 mars 1801    | Pitt le Jeune ne s'est jamais marié. |
|          | Ursula Addington (née Hammond)                                              | Henry Addington                     | 17 mars 1801 – 10 mai 1804         | Plus tard vicomtesse de Sidmouth |
| -        | Aucune                                                                      | William Pitt le Jeune               | 10 mai 1804 – 23 janvier 1806      | Pitt le Jeune ne s'est jamais marié. |
|          | Anne Grenville                                                              | William Grenville                   | 11 février 1806 – 31 mars 1807     | |
| -        | Aucune                                                                      | William Cavendish-Bentinck          | 31 mars 1807 – 4 octobre 1809      | Sa première épouse Dorothy Bentick est morte en 1794 |
|          | Jane Perceval                                                               | Spencer Perceval                    | 4 octobre 1809 – 11 mai 1812       | |
|          | Louisa Jenkinson                                                            | Robert Jenkinson                    | 8 juin 1812 – 12 juin 1821         | |
| -        | Aucune                                                                      | Robert Jenkinson                    | 12 juin 1821 – 9 avril 1827        | |
|          | Joan Canning                                                                | George Canning                      | 10 avril – 8 août 1827             | |
|          | Sarah Robinson                                                              | Frederick John Robinson             | 31 août 1827 – 21 janvier 1828     | |
|          | Catherine Wellesley                                                         | Arthur Wellesley                    | 22 janvier 1828 – 16 novembre 1830 | |
|          | Mary Grey                                                                   | Charles Grey                        | 22 novembre 1830 – 9 juillet 1834  | |
| -        | Aucune                                                                      | William Lamb                        | 16 juillet – 14 novembre 1834      | L'épouse de Lord Melbourne, Lady Caroline Lamb, meurt en 1828. |
| -        | Aucune                                                                      | Arthur Wellesley                    | 14 novembre – 10 décembre 1834     | L'épouse de Wellington, Catherine Wellesley, meurt en 1831. |
|          | Julia, Lady Peel                                                            | Robert Peel                         | 10 décembre 1834 – 8 avril 1835    | |
| -        | Aucune                                                                      | William Lamb                        | 18 avril 1835 – 30 août 1841       | L'épouse de Lord Melbourne, Lady Caroline Lamb, meurt en 1828. |
|          | Julia, Lady Peel                                                            | Robert Peel                         | 30 août 1841 – 29 juin 1846        | |
|          | Frances Russell                                                             | John Russell                        | 30 juin 1846 – 21 février 1852     | |
|          | Emma Smith-Stanley                                                          | Edward Smith-Stanley                | 23 février – 17 décembre 1852      | |
| -        | Aucune                                                                      | George Hamilton-Gordon              | 19 décembre 1852 – 30 janvier 1855 | Ses deux premières épouses, Mary et Harriet sont toutes les deux décédées |
|          | Emily Lamb                                                                  | Henry John Temple                   | 6 février 1855 – 19 février 1858   | |
|          | Emma Smith-Stanley                                                          | Edward Smith-Stanley                | 20 février 1858 – 11 juin 1859     | |
|          | Emily Lamb                                                                  | Henry John Temple                   | 12 juin 1859 – 16 octobre 1865     | |
|          | Frances Russell                                                             | John Russell                        | 29 octobre 1865 – 26 juin 1866     | |
|          | Emma Smith-Stanley                                                          | Edward Smith-Stanley                | 28 juin 1866 – 25 février 1868     | |
|          | Mary Disraeli                                                               | Benjamin Disraeli                   | 27 février – 1er décembre 1868     | Plus tard vicomtesse de Beaconsfield |
|          | Catherine Gladstone                                                         | William Ewart Gladstone             | 3 décembre 1868 – 17 février 1874  | |
| -        | Aucune                                                                      | Benjamin Disraeli                   | 20 février 1874 – 21 avril 1880    | L'épouse de Disraeli, Mary, meurt en 1872. |
|          | Catherine Gladstone                                                         | William Ewart Gladstone             | 23 avril 1880 – 9 juin 1885        | |
|          | Georgina Gascoyne-Cecil                                                     | Robert Arthur Talbot Gascoyne-Cecil | 23 juin 1885 – 28 janvier 1886     | |
|          | Catherine Gladstone                                                         | William Ewart Gladstone             | 1er février – 20 juillet 1886      | |
|          | Georgina Gascoyne-Cecil                                                     | Robert Arthur Talbot Gascoyne-Cecil | 25 juillet 1886 – 11 août 1892     | |
|          | Catherine Gladstone                                                         | William Ewart Gladstone             | 15 août 1892 – 2 mars 1894         | |
| -        | Aucune                                                                      | Archibald Primrose                  | 5 mars 1894 – 22 juin 1895         | L'épouse de Lord Rosebery, Hannah Primrose, meurt en 1890. |
|          | Georgina Gascoyne-Cecil                                                     | Robert Arthur Talbot Gascoyne-Cecil | 25 juin 1895 – 20 novembre 1899    | Lady Salisbury meurt en 1899. |
| -        | Aucune                                                                      | Robert Arthur Talbot Gascoyne-Cecil | 20 novembre 1899 – 11 juillet 1902 | |
| -        | Aucune                                                                      | Arthur Balfour                      | 11 juillet 1902 – 5 décembre 1905  | Arthur Balfour ne s'est jamais marié. |
|          | Charlotte Campbell-Bannerman                                                | Sir Henry Campbell-Bannerman        | 5 décembre 1905 – 30 août 1906     | Lady Campbell-Bannerman meurt en 1906. |
| -        | Aucune                                                                      | Sir Henry Campbell-Bannerman        | 30 août 1906 – 3 avril 1908        | |
|          | Margot Asquith                                                              | Herbert Henry Asquith               | 5 avril 1908 – 5 décembre 1916     | |
|          | Margaret Lloyd George                                                       | David Lloyd George                  | 6 décembre 1916 – 19 octobre 1922  | Margaret Lloyd George est faite Dame de l'Ordre de l’Empire britannique en 1920. |
| -        | Aucune                                                                      | Andrew Bonar Law                    | 23 octobre 1922 – 20 mai 1923      | L'épouse d'Andrew Bonar Law, Annie, meurt en 1909. |
|          | Lucy Baldwin                                                                | Stanley Baldwin                     | 23 mai 1923 – 16 janvier 1924      | |
| -        | Aucune                                                                      | Ramsay MacDonald                    | 22 janvier – 4 novembre 1924       | L'épouse de MacDonald, Margaret, meurt en 1911. Leur fille Ishbel sert donc d'hôtesse à sa place. |
|          | Lucy Baldwin                                                                | Stanley Baldwin                     | 4 novembre 1924 – 5 juin 1929      | |
| -        | Aucune                                                                      | Ramsay MacDonald                    | 5 juin 1929 – 7 juin 1935          | L'épouse de MacDonald, Margaret, meurt en 1911. Leur fille Ishbel sert donc d'hôtesse à sa place. |
|          | Lucy Baldwin                                                                | Stanley Baldwin                     | 7 juin 1935 – 28 mai 1937          | |
|          | Anne Chamberlain                                                            | Neville Chamberlain                 | 28 mai 1937 – 10 mai 1940          | |
|          | Clementine Churchill                                                        | Winston Churchill                   | 10 mai 1940 – 27 juillet 1945      | |
|          | Violet Attlee                                                               | Clement Attlee                      | 27 juillet 1945 – 26 octobre 1951  | |
|          | Clementine Churchill                                                        | Winston Churchill                   | 26 octobre 1951 – 7 avril 1955     | Elle est faite Dame Grand Cross de l'Ordre de l'Empire britannique (GBE) en 1946. Lorsque Winston Churchill est anobli en 1953, Clementine devient également Lady Churchill. Elle devient paire à vie de son propre droit en 1965, comme baronne Spencer-Churchill. |
|          | Clarissa Eden                                                               | Sir Anthony Eden                    | 7 avril 1955 – 9 janvier 1957      | |
|          | Dorothy Macmillan                                                           | Harold Macmillan                    | 11 janvier 1957 – 19 octobre 1963  | |
|          | Elizabeth Douglas-Home                                                      | Sir Alec Douglas-Home               | 20 octobre 1963 – 16 octobre 1964  | Pendant les trois premiers jours de son mandat, Alec Douglas-Home est le 14e comte d'Earl of Home, jusqu'à ce qu'il renonce à sa pairie. Pendant ce temps, Elizabeth est titrée comtesse de Home.                                                                   |
|          | Mary Wilson                                                                 | Harold Wilson                       | 16 octobre 1964 – 19 juin 1970     | |
| -        | Aucune                                                                      | Edward Heath                        | 19 juin 1970 – 4 mars 1974         | Edward Heath ne s'est jamais marié. |
|          | Mary Wilson                                                                 | Harold Wilson                       | 4 mars 1974 – 5 avril 1976         | Elle meurt à 102 ans. |
|          | Audrey Callaghan                                                            | James Callaghan                     | 5 avril 1976 – 4 mai 1979          | |
|          | Denis Thatcher                                                              | Margaret Thatcher                   | 4 mai 1979 – 28 novembre 1990      | Époux de la première femme chef du gouvernement britannique. |
|          | Norma Major                                                                 | John Major                          | 28 novembre 1990 – 2 mai 1997      | |
|          | Cherie Blair                                                                | Tony Blair                          | 2 mai 1997 – 27 juin 2007          | |
|          | Sarah Brown                                                                 | Gordon Brown                        | 27 juin 2007 – 11 mai 2010         | |
|          | Samantha Cameron                                                            | David Cameron                       | 11 mai 2010 – 13 juillet 2016      | |
|          | Philip May                                                                  | Theresa May                         | 13 juillet 2016 – 24 juillet 2019  | Époux de la seconde femme chef du gouvernement britannique. |
| -        | Aucune                                                                      | Boris Johnson                       | 24 juillet 2019 – 29 février 2020  | Boris Johnson et son épouse de l’époque, Marina, ont divorcé en 2019. |
|          | Carrie Johnson                                                              | Boris Johnson                       | 29 février 2020 - 6 septembre 2022 | Compagne puis épouse à partir du 29 mai 2021. |
|          | Hugh O'Leary                                                                | Liz Truss                           | 6 septembre - 25 octobre 2022      | Époux de la troisième femme chef du gouvernement britannique. |
|          | Akshata Murty                                                               | Rishi Sunak                         | 25 octobre 2022 - 5 juillet 2024   | Première épouse de couleur, première épouse de religion hindou, première femme à ne pas détenir la nationalité britannique, étant de nationalité indienne et l'Inde interdisant la double nationalité.                                                              |
|          | Victoria Starmer                                                            | Keir Starmer                        | Depuis le 5 juillet 2024           | |

## Cas exceptionnels
- L'époux de Margaret Thatcher, Denis Thatcher (1915-2003) a été le premier « époux de la Première ministre britannique ».
- Cherie Blair a donné naissance en 2000 à un garçon au 10 Downing Street. C'est la première fois que le Premier ministre devient père pendant son mandat.
- Carrie Symonds devient l’épouse de Boris Johnson durant son mandat, c'est la première fois depuis près de deux cent ans qu’un premier ministre épouse sa compagne alors qu'il est en fonction.
- Akshata Murty est la première épouse à ne pas détenir la nationalité britannique, étant de nationalité indienne et l'Inde interdisant la double nationalité.

### Note
1. ↑  En anglais, le terme de Spouse s'emploie invariablement pour désigner l'« époux » ou « épouse », voire le « conjoint » en langage administratif (Dictionnaire Français-Anglais Robert & Collins).

## Sources
- (en) Cet article est partiellement ou en totalité issu de l’article de Wikipédia en anglais intitulé « Spouse of the Prime Minister of the United Kingdom » (voir la liste des auteurs).